# Croacia en la Copa Mundial de Fútbol
La selección de fútbol de Croacia ha jugado en seis ediciones de la Copa Mundial de Fútbol. Su primera participación fue en la Copa Mundial de Fútbol de 1998 y su última participación es en la Copa Mundial de Fútbol de 2022. La selección ha sido subcampeona en la edición 2018 y tercera en su debut en 1998 y 2022. Además se ubica en el puesto 19 en el ranking histórico de los Mundiales de Fútbol.

## Resumen de participaciones
| Edición | Resultado                                    | Posición                                     | PJ                                           | PG                                           | PE                                           | PP                                           | GF                                           | GC                                           | Dif.                                         | Goleador                                     |
| ------- | -------------------------------------------- | -------------------------------------------- | -------------------------------------------- | -------------------------------------------- | -------------------------------------------- | -------------------------------------------- | -------------------------------------------- | -------------------------------------------- | -------------------------------------------- | -------------------------------------------- |
| 1930    | No existía la selección de fútbol de Croacia | No existía la selección de fútbol de Croacia | No existía la selección de fútbol de Croacia | No existía la selección de fútbol de Croacia | No existía la selección de fútbol de Croacia | No existía la selección de fútbol de Croacia | No existía la selección de fútbol de Croacia | No existía la selección de fútbol de Croacia | No existía la selección de fútbol de Croacia | No existía la selección de fútbol de Croacia |
| 1934    | No existía la selección de fútbol de Croacia | No existía la selección de fútbol de Croacia | No existía la selección de fútbol de Croacia | No existía la selección de fútbol de Croacia | No existía la selección de fútbol de Croacia | No existía la selección de fútbol de Croacia | No existía la selección de fútbol de Croacia | No existía la selección de fútbol de Croacia | No existía la selección de fútbol de Croacia | No existía la selección de fútbol de Croacia |
| 1938    | No existía la selección de fútbol de Croacia | No existía la selección de fútbol de Croacia | No existía la selección de fútbol de Croacia | No existía la selección de fútbol de Croacia | No existía la selección de fútbol de Croacia | No existía la selección de fútbol de Croacia | No existía la selección de fútbol de Croacia | No existía la selección de fútbol de Croacia | No existía la selección de fútbol de Croacia | No existía la selección de fútbol de Croacia |
| 1950    | No existía la selección de fútbol de Croacia | No existía la selección de fútbol de Croacia | No existía la selección de fútbol de Croacia | No existía la selección de fútbol de Croacia | No existía la selección de fútbol de Croacia | No existía la selección de fútbol de Croacia | No existía la selección de fútbol de Croacia | No existía la selección de fútbol de Croacia | No existía la selección de fútbol de Croacia | No existía la selección de fútbol de Croacia |
| 1954    | No existía la selección de fútbol de Croacia | No existía la selección de fútbol de Croacia | No existía la selección de fútbol de Croacia | No existía la selección de fútbol de Croacia | No existía la selección de fútbol de Croacia | No existía la selección de fútbol de Croacia | No existía la selección de fútbol de Croacia | No existía la selección de fútbol de Croacia | No existía la selección de fútbol de Croacia | No existía la selección de fútbol de Croacia |
| 1958    | No existía la selección de fútbol de Croacia | No existía la selección de fútbol de Croacia | No existía la selección de fútbol de Croacia | No existía la selección de fútbol de Croacia | No existía la selección de fútbol de Croacia | No existía la selección de fútbol de Croacia | No existía la selección de fútbol de Croacia | No existía la selección de fútbol de Croacia | No existía la selección de fútbol de Croacia | No existía la selección de fútbol de Croacia |
| 1962    | No existía la selección de fútbol de Croacia | No existía la selección de fútbol de Croacia | No existía la selección de fútbol de Croacia | No existía la selección de fútbol de Croacia | No existía la selección de fútbol de Croacia | No existía la selección de fútbol de Croacia | No existía la selección de fútbol de Croacia | No existía la selección de fútbol de Croacia | No existía la selección de fútbol de Croacia | No existía la selección de fútbol de Croacia |
| 1966    | No existía la selección de fútbol de Croacia | No existía la selección de fútbol de Croacia | No existía la selección de fútbol de Croacia | No existía la selección de fútbol de Croacia | No existía la selección de fútbol de Croacia | No existía la selección de fútbol de Croacia | No existía la selección de fútbol de Croacia | No existía la selección de fútbol de Croacia | No existía la selección de fútbol de Croacia | No existía la selección de fútbol de Croacia |
| 1970    | No existía la selección de fútbol de Croacia | No existía la selección de fútbol de Croacia | No existía la selección de fútbol de Croacia | No existía la selección de fútbol de Croacia | No existía la selección de fútbol de Croacia | No existía la selección de fútbol de Croacia | No existía la selección de fútbol de Croacia | No existía la selección de fútbol de Croacia | No existía la selección de fútbol de Croacia | No existía la selección de fútbol de Croacia |
| 1974    | No existía la selección de fútbol de Croacia | No existía la selección de fútbol de Croacia | No existía la selección de fútbol de Croacia | No existía la selección de fútbol de Croacia | No existía la selección de fútbol de Croacia | No existía la selección de fútbol de Croacia | No existía la selección de fútbol de Croacia | No existía la selección de fútbol de Croacia | No existía la selección de fútbol de Croacia | No existía la selección de fútbol de Croacia |
| 1978    | No existía la selección de fútbol de Croacia | No existía la selección de fútbol de Croacia | No existía la selección de fútbol de Croacia | No existía la selección de fútbol de Croacia | No existía la selección de fútbol de Croacia | No existía la selección de fútbol de Croacia | No existía la selección de fútbol de Croacia | No existía la selección de fútbol de Croacia | No existía la selección de fútbol de Croacia | No existía la selección de fútbol de Croacia |
| 1982    | No existía la selección de fútbol de Croacia | No existía la selección de fútbol de Croacia | No existía la selección de fútbol de Croacia | No existía la selección de fútbol de Croacia | No existía la selección de fútbol de Croacia | No existía la selección de fútbol de Croacia | No existía la selección de fútbol de Croacia | No existía la selección de fútbol de Croacia | No existía la selección de fútbol de Croacia | No existía la selección de fútbol de Croacia |
| 1986    | No existía la selección de fútbol de Croacia | No existía la selección de fútbol de Croacia | No existía la selección de fútbol de Croacia | No existía la selección de fútbol de Croacia | No existía la selección de fútbol de Croacia | No existía la selección de fútbol de Croacia | No existía la selección de fútbol de Croacia | No existía la selección de fútbol de Croacia | No existía la selección de fútbol de Croacia | No existía la selección de fútbol de Croacia |
| 1990    | No existía la selección de fútbol de Croacia | No existía la selección de fútbol de Croacia | No existía la selección de fútbol de Croacia | No existía la selección de fútbol de Croacia | No existía la selección de fútbol de Croacia | No existía la selección de fútbol de Croacia | No existía la selección de fútbol de Croacia | No existía la selección de fútbol de Croacia | No existía la selección de fútbol de Croacia | No existía la selección de fútbol de Croacia |
| 1994    | No jugó en la clasificación                  | No jugó en la clasificación                  | No jugó en la clasificación                  | No jugó en la clasificación                  | No jugó en la clasificación                  | No jugó en la clasificación                  | No jugó en la clasificación                  | No jugó en la clasificación                  | No jugó en la clasificación                  | No jugó en la clasificación                  |
| 1998    | Tercer lugar                                 | 3.º                                          | 7                                            | 5                                            | 0                                            | 2                                            | 11                                           | 5                                            | 6                                            | Davor Šuker: 6                               |
| 2002    | Fase de grupos                               | 23.º                                         | 3                                            | 1                                            | 0                                            | 2                                            | 2                                            | 3                                            | –1                                           | Olić y Rapaić: 1                             |
| 2006    | Fase de grupos                               | 22.º                                         | 3                                            | 0                                            | 2                                            | 1                                            | 2                                            | 3                                            | –1                                           | Srna y Kovač: 1                              |
| 2010    | No clasificó                                 | No clasificó                                 | No clasificó                                 | No clasificó                                 | No clasificó                                 | No clasificó                                 | No clasificó                                 | No clasificó                                 | No clasificó                                 | No clasificó                                 |
| 2014    | Fase de grupos                               | 19.º                                         | 3                                            | 1                                            | 0                                            | 2                                            | 6                                            | 6                                            | 0                                            | Mandžukić y Perišić: 2                       |
| 2018    | Subcampeón                                   | 2.º                                          | 7                                            | 4                                            | 2                                            | 1                                            | 14                                           | 9                                            | 5                                            | Mandžukić y Perišić: 3                       |
| 2022    | Tercer lugar                                 | 3.°                                          | 7                                            | 2                                            | 4                                            | 1                                            | 8                                            | 7                                            | 1                                            | Andrej Kramarić: 2                           |
| 2026    | Por disputarse                               | Por disputarse                               | Por disputarse                               | Por disputarse                               | Por disputarse                               | Por disputarse                               | Por disputarse                               | Por disputarse                               | Por disputarse                               | Por disputarse                               |
| Total   | 6/23                                         | 22.º                                         | 30                                           | 13                                           | 8                                            | 9                                            | 43                                           | 33                                           | 10                                           | Šuker y Perišić: 6                           |

## Ediciones

### Francia 1998

##### Primera fase / Grupo H
| Selección | Pts. | PJ | PG | PE | PP | GF | GC | Dif. |
| --------- | ---- | -- | -- | -- | -- | -- | -- | ---- |
| Argentina | 9    | 3  | 3  | 0  | 0  | 7  | 0  | 7    |
| Croacia   | 6    | 3  | 2  | 0  | 1  | 4  | 2  | 2    |
| Jamaica   | 3    | 3  | 1  | 0  | 2  | 3  | 9  | -6   |
| Japón     | 0    | 3  | 0  | 0  | 3  | 1  | 4  | -3   |

| 14 de junio de 1998                                                                                 | Jamaica   | 1:3 (1:1) | Croacia                                 | Stade Félix Bollaert, Lens                                |                                                           |
| 21:00                                                                                               | Earle 45' | Reporte   | Stanić 27' · Prosinečki 53' · Šuker 69' | Asistencia: 38 100 espectadores Árbitro(s): Vítor Pereira | Asistencia: 38 100 espectadores Árbitro(s): Vítor Pereira |
| Mario Stanić marcó el primer gol de Croacia en Mundiales. Primera victoria de Croacia en Mundiales. |           |           |                                         |                                                           |                                                           |

| 20 de junio de 1998                                                | Japón | 0:1 (0:0) | Croacia   | Estadio de la Beaujoire, Nantes                            |                                                            |
| 14:30                                                              |       | Reporte   | Šuker 77' | Asistencia: 35 500 espectadores Árbitro(s): Ramesh Ramdhan | Asistencia: 35 500 espectadores Árbitro(s): Ramesh Ramdhan |
| Primera clasificación de Croacia a una segunda fase de un Mundial. |       |           |           |                                                            |                                                            |

| 26 de junio de 1998 | Argentina  | 1:0 (1:0) | Croacia | Parc Lescure, Burdeos                                    |                                                          |
| 16:00               | Pineda 36' | Reporte   |         | Asistencia: 31 800 espectadores Árbitro(s): Said Belqola | Asistencia: 31 800 espectadores Árbitro(s): Said Belqola |

##### Octavos de final
| 30 de junio de 1998                                                | Rumania | 0:1 (0:1) | Croacia            | Parc Lescure, Burdeos                                        |                                                              |
| 16:30                                                              |         | Reporte   | Šuker 45+2' (pen.) | Asistencia: 31 800 espectadores Árbitro(s): Javier Castrilli | Asistencia: 31 800 espectadores Árbitro(s): Javier Castrilli |
| Primera clasificación de Croacia a Cuartos de final de un Mundial. |         |           |                    |                                                              |                                                              |

##### Cuartos de final
| 4 de julio de 1998                                              | Alemania | 0:3 (0:1) | Croacia                               | Stade Gerland, Lyon                                       |                                                           |
| 21:00                                                           |          | Reporte   | Jarni 45+3' · Vlaović 80' · Šuker 85' | Asistencia: 39 100 espectadores Árbitro(s): Rune Pedersen | Asistencia: 39 100 espectadores Árbitro(s): Rune Pedersen |
| Primera clasificación de Croacia a una Semifinal de un Mundial. |          |           |                                       |                                                           |                                                           |

##### Semifinal
| 8 de julio de 1998 | Francia         | 2:1 (0:0) | Croacia   | Estadio de Francia, Saint-Denis                                      |                                                                      |
| 21:00              | Thuram 47', 70' | Reporte   | Šuker 46' | Asistencia: 76 000 espectadores Árbitro(s): José María García-Aranda | Asistencia: 76 000 espectadores Árbitro(s): José María García-Aranda |

##### Tercer puesto
| 11 de julio de 1998                                                    | Países Bajos | 1:2 (1:2) | Croacia                    | Parque de los Príncipes, París                                |                                                               |
| 21:00                                                                  | Zenden 21'   | Reporte   | Prosinečki 13' · Šuker 35' | Asistencia: 45 500 espectadores Árbitro(s): Epifanio González | Asistencia: 45 500 espectadores Árbitro(s): Epifanio González |
| Croacia se convierte en el tercer debutante en quedar en tercer lugar. |              |           |                            |                                                               |                                                               |

#### Estadísticas

##### Posiciones
| Equipo | Equipo       | Pts | PJ | PG | PE | PP | GF | GC | Dif | Rend  |
| ------ | ------------ | --- | -- | -- | -- | -- | -- | -- | --- | ----- |
| 2      | Brasil       | 13  | 7  | 4  | 1  | 2  | 14 | 10 | 4   | 61,9% |
| 3      | Croacia      | 15  | 7  | 5  | 0  | 2  | 11 | 5  | 6   | 71,4% |
| 4      | Países Bajos | 12  | 7  | 3  | 3  | 1  | 13 | 7  | 6   | 57,1% |

##### Goleadores
| Jugador           | Goles |
| ----------------- | ----- |
| Davor Šuker       | 6     |
| Robert Prosinečki | 2     |
| Robert Jarni      | 1     |
| Mario Stanić      | 1     |
| Goran Vlaović     | 1     |

### Corea-Japón 2002

##### Primera fase / Grupo G
| Selección | Pts. | PJ | PG | PE | PP | GF | GC | Dif. |
| --------- | ---- | -- | -- | -- | -- | -- | -- | ---- |
| México    | 7    | 3  | 2  | 1  | 0  | 4  | 2  | 2    |
| Italia    | 4    | 3  | 1  | 1  | 1  | 4  | 3  | 1    |
| Croacia   | 3    | 3  | 1  | 0  | 2  | 2  | 3  | -1   |
| Ecuador   | 3    | 3  | 1  | 0  | 2  | 2  | 4  | -2   |

| 3 de junio de 2002 | Croacia | 0:1 (0:0) | México            | Estadio del Gran Cisne, Niigata                    |                                                    |
| 15:30              |         | Reporte   | Blanco 60' (pen.) | Asistencia: 32 239 espectadores Árbitro(s): Jun Lu | Asistencia: 32 239 espectadores Árbitro(s): Jun Lu |

| 8 de junio de 2002 | Italia    | 1:2 (0:0) | Croacia               | Estadio Kashima, Ibaraki                                |                                                         |
| 18:00              | Vieri 55' | Reporte   | Olić 73' · Rapaić 76' | Asistencia: 36 472 espectadores Árbitro(s): Graham Poll | Asistencia: 36 472 espectadores Árbitro(s): Graham Poll |

| 13 de junio de 2002                       | Ecuador    | 1:0 (0:0) | Croacia | Estadio Internacional, Yokohama                            |                                                            |
| 20:30                                     | Méndez 48' | Reporte   |         | Asistencia: 65 862 espectadores Árbitro(s): William Mattus | Asistencia: 65 862 espectadores Árbitro(s): William Mattus |
| Primera victoria de Ecuador en Mundiales. |            |           |         |                                                            |                                                            |

#### Estadísticas

##### Posiciones
| Equipo | Equipo  | Pts | PJ | PG | PE | PP | GF | GC | Dif | Rend  |
| ------ | ------- | --- | -- | -- | -- | -- | -- | -- | --- | ----- |
| 22     | Rusia   | 3   | 3  | 1  | 0  | 2  | 4  | 4  | 0   | 33,3% |
| 23     | Croacia | 3   | 3  | 1  | 0  | 2  | 2  | 3  | -1  | 33,3% |
| 24     | Ecuador | 3   | 3  | 1  | 0  | 2  | 2  | 4  | -2  | 33,3% |

##### Goleadores
| Jugador      | Goles |
| ------------ | ----- |
| Ivica Olić   | 1     |
| Milan Rapaić | 1     |

### Alemania 2006

##### Primera fase / Grupo F
| Selección | Pts. | PJ | PG | PE | PP | GF | GC | Dif. |
| --------- | ---- | -- | -- | -- | -- | -- | -- | ---- |
| Brasil    | 9    | 3  | 3  | 0  | 0  | 7  | 1  | 6    |
| Australia | 4    | 3  | 1  | 1  | 1  | 5  | 5  | 0    |
| Croacia   | 2    | 3  | 0  | 2  | 1  | 2  | 3  | -1   |
| Japón     | 1    | 3  | 0  | 1  | 2  | 2  | 7  | -5   |

| 13 de junio de 2006 | Brasil   | 1:0 (1:0) | Croacia | Estadio Olímpico, Berlín                                      |                                                               |
| 21:00               | Kaká 44' | Reporte   |         | Asistencia: 72.000 espectadores Árbitro(s): Armando Archundia | Asistencia: 72.000 espectadores Árbitro(s): Armando Archundia |

| 18 de junio de 2006 | Japón | 0:0     | Croacia | Est. de la Copa Mundial, Núremberg                             |                                                                |
| 15:00               |       | Reporte |         | Asistencia: 41.000 espectadores Árbitro(s): Frank de Bleeckere | Asistencia: 41.000 espectadores Árbitro(s): Frank de Bleeckere |

| 22 de junio de 2006 | Croacia                | 2:2 (1:1) | Australia                     | Gottlieb-Daimler-Stadion, Stuttgart                     |                                                         |
| 21:00               | Srna 2' · N. Kovač 56' | Reporte   | Moore 38' (pen.) · Kewell 79' | Asistencia: 52.000 espectadores Árbitro(s): Graham Poll | Asistencia: 52.000 espectadores Árbitro(s): Graham Poll |

#### Estadísticas

##### Posiciones
| Equipo | Equipo  | Pts | PJ | PG | PE | PP | GF | GC | Dif | Rend  |
| ------ | ------- | --- | -- | -- | -- | -- | -- | -- | --- | ----- |
| 21     | Polonia | 3   | 3  | 1  | 0  | 2  | 2  | 4  | -2  | 33,3% |
| 22     | Croacia | 2   | 3  | 0  | 2  | 1  | 2  | 3  | -1  | 22,2% |
| 23     | Angola  | 2   | 3  | 0  | 2  | 1  | 1  | 2  | -1  | 22,2% |

##### Goleadores
| Jugador     | Goles |
| ----------- | ----- |
| Darijo Srna | 1     |
| Niko Kovač  | 1     |

### Brasil 2014

##### Primera fase / Grupo A
| Selección | Pts. | PJ | PG | PE | PP | GF | GC | Dif. |
| --------- | ---- | -- | -- | -- | -- | -- | -- | ---- |
| Brasil    | 7    | 3  | 2  | 1  | 0  | 7  | 2  | 5    |
| México    | 7    | 3  | 2  | 1  | 0  | 4  | 1  | 3    |
| Croacia   | 3    | 3  | 1  | 0  | 2  | 6  | 6  | 0    |
| Camerún   | 0    | 3  | 0  | 0  | 3  | 1  | 9  | -8   |

| 12 de junio de 2014                                                                         | Brasil                                | 3:1 (1:1) | Croacia            | Arena Corinthians, São Paulo                                 |                                                              |
| 17:00                                                                                       | Neymar 29', 71' (pen.) · Oscar 90'+1' | Reporte   | Marcelo 11' (a.g.) | Asistencia: 62 103 espectadores Árbitro(s): Yuichi Nishimura | Asistencia: 62 103 espectadores Árbitro(s): Yuichi Nishimura |
| Primera vez en la historia de los mundiales que el primer gol del campeonato es un autogol. |                                       |           |                    |                                                              |                                                              |

| 18 de junio de 2014                                      | Camerún | 0:4 (0:1) | Croacia                                     | Arena da Amazônia, Manaos                                 |                                                           |
| 15:00                                                    |         | Reporte   | Olić 11' · Perišić 48' · Mandžukić 61', 73' | Asistencia: 39 982 espectadores Árbitro(s): Pedro Proença | Asistencia: 39 982 espectadores Árbitro(s): Pedro Proença |
| Victoria por mayor marcador de Croacia en los Mundiales. |         |           |                                             |                                                           |                                                           |

| 23 de junio de 2014 | Croacia     | 1:3 (0:0) | México                                     | Arena Pernambuco, Recife                                    |                                                             |
| 17:00               | Perišić 87' | Reporte   | Márquez 72' · Guardado 75' · Hernández 82' | Asistencia: 41 212 espectadores Árbitro(s): Ravshan Irmatov | Asistencia: 41 212 espectadores Árbitro(s): Ravshan Irmatov |

#### Estadísticas

##### Posiciones
| Equipo | Equipo               | Pts | PJ | PG | PE | PP | GF | GC | Dif | Rend  |
| ------ | -------------------- | --- | -- | -- | -- | -- | -- | -- | --- | ----- |
| 18     | Portugal             | 4   | 3  | 1  | 1  | 1  | 4  | 7  | -3  | 44,4% |
| 19     | Croacia              | 3   | 3  | 1  | 0  | 2  | 6  | 6  | 0   | 33,3% |
| 20     | Bosnia y Herzegovina | 3   | 3  | 1  | 0  | 2  | 4  | 4  | 0   | 33,3% |

##### Goleadores
| Jugador         | Goles |
| --------------- | ----- |
| Ivan Perišić    | 2     |
| Mario Mandžukić | 2     |
| Ivica Olić      | 1     |

### Rusia 2018

##### Primera fase / Grupo D
| Selección | Pts | PJ | PG | PE | PP | GF | GC | Dif |
| --------- | --- | -- | -- | -- | -- | -- | -- | --- |
| Croacia   | 9   | 3  | 3  | 0  | 0  | 7  | 1  | 6   |
| Argentina | 4   | 3  | 1  | 1  | 1  | 3  | 5  | -2  |
| Nigeria   | 3   | 3  | 1  | 0  | 2  | 3  | 4  | -1  |
| Islandia  | 1   | 3  | 0  | 1  | 2  | 2  | 5  | -3  |

| 16 de junio de 2018 | Croacia                              | 2:0 (1:0) | Nigeria | Arena Baltika, Kaliningrado                              |                                                          |
| 21:00 KALT (UTC+2)  | Etebo 32' (a.g.) · Modrić 71' (pen.) | Reporte   |         | Asistencia: 31 136 espectadores Árbitro(s): Sandro Ricci | Asistencia: 31 136 espectadores Árbitro(s): Sandro Ricci |

| 21 de junio de 2018 | Argentina | 0:3 (0:0) | Croacia                                | Estadio de Nizhni Nóvgorod, Nizhni Nóvgorod                 |                                                             |
| 21:00 MSK (UTC+3)   |           | Reporte   | Rebić 53' · Modrić 80' · Rakitić 90+1' | Asistencia: 43 319 espectadores Árbitro(s): Ravshan Irmatov | Asistencia: 43 319 espectadores Árbitro(s): Ravshan Irmatov |

| 26 de junio de 2018 | Islandia              | 1:2 (0:0) | Croacia                  | Rostov Arena, Rostov del Don                                    |                                                                 |
| 21:00 MSK (UTC+3)   | Sigurðsson 76' (pen.) | Reporte   | Badelj 53' · Perišić 90' | Asistencia: 43 472 espectadores Árbitro(s): Antonio Mateu Lahoz | Asistencia: 43 472 espectadores Árbitro(s): Antonio Mateu Lahoz |

##### Octavos de final
| 1 de julio de 2018 | Croacia                                        | 1:1 (1:1, 1:1) (t. s.)(3:2 p.) | Dinamarca                                            | Estadio de Nizhni Nóvgorod, Nizhni Nóvgorod               |                                                           |
| 21:00 MSK (UTC+3)  | Mandžukić 4'                                   | Reporte                        | M. Jørgensen 1'                                      | Asistencia: 40 851 espectadores Árbitro(s): Néstor Pitana | Asistencia: 40 851 espectadores Árbitro(s): Néstor Pitana |
|                    |                                                | Tiros desde el punto penal     |                                                      |                                                           |                                                           |
|                    | Badelj · Kramarić · Modrić · Pivarić · Rakitić |                                | Eriksen · Kjær · Krohn-Dehli · Schøne · N. Jørgensen |                                                           |                                                           |

##### Cuartos de final
| 7 de julio de 2018 | Rusia                                                    | 2:2 (1:1, 1:1) (t. s.)(3:4 p.) | Croacia                                      | Estadio Fisht, Sochi                                     |                                                          |
| 21:00 MSK (UTC+3)  | Chéryshev 31' · Fernandes 115'                           | Reporte                        | Kramarić 39' · Vida 101'                     | Asistencia: 44 287 espectadores Árbitro(s): Sandro Ricci | Asistencia: 44 287 espectadores Árbitro(s): Sandro Ricci |
|                    |                                                          | Tiros desde el punto penal     |                                              |                                                          |                                                          |
|                    | Smólov · Dzagóyev · Fernandes · Ignashévich · Kuziáyev · |                                | Brozović · Kovačić · Modrić · Vida · Rakitić |                                                          |                                                          |

##### Semifinal
| 11 de julio de 2018 | Croacia                      | 2:1 (1:1, 0:1) (t. s.) | Inglaterra  | Estadio Olímpico Luzhnikí, Moscú                         |                                                          |
| 21:00 MSK (UTC+3) | Perišić 68' · Mandžukić 109' | Reporte                | Trippier 5' | Asistencia: 78 011 espectadores Árbitro(s): Cüneyt Çakır | Asistencia: 78 011 espectadores Árbitro(s): Cüneyt Çakır |
| Primera clasificación de Croacia a la final de un Mundial. Croacia es la primera selección que supera tres prórrogas en una Copa Mundial. |                              |                        |             |                                                          |                                                          |

##### Final

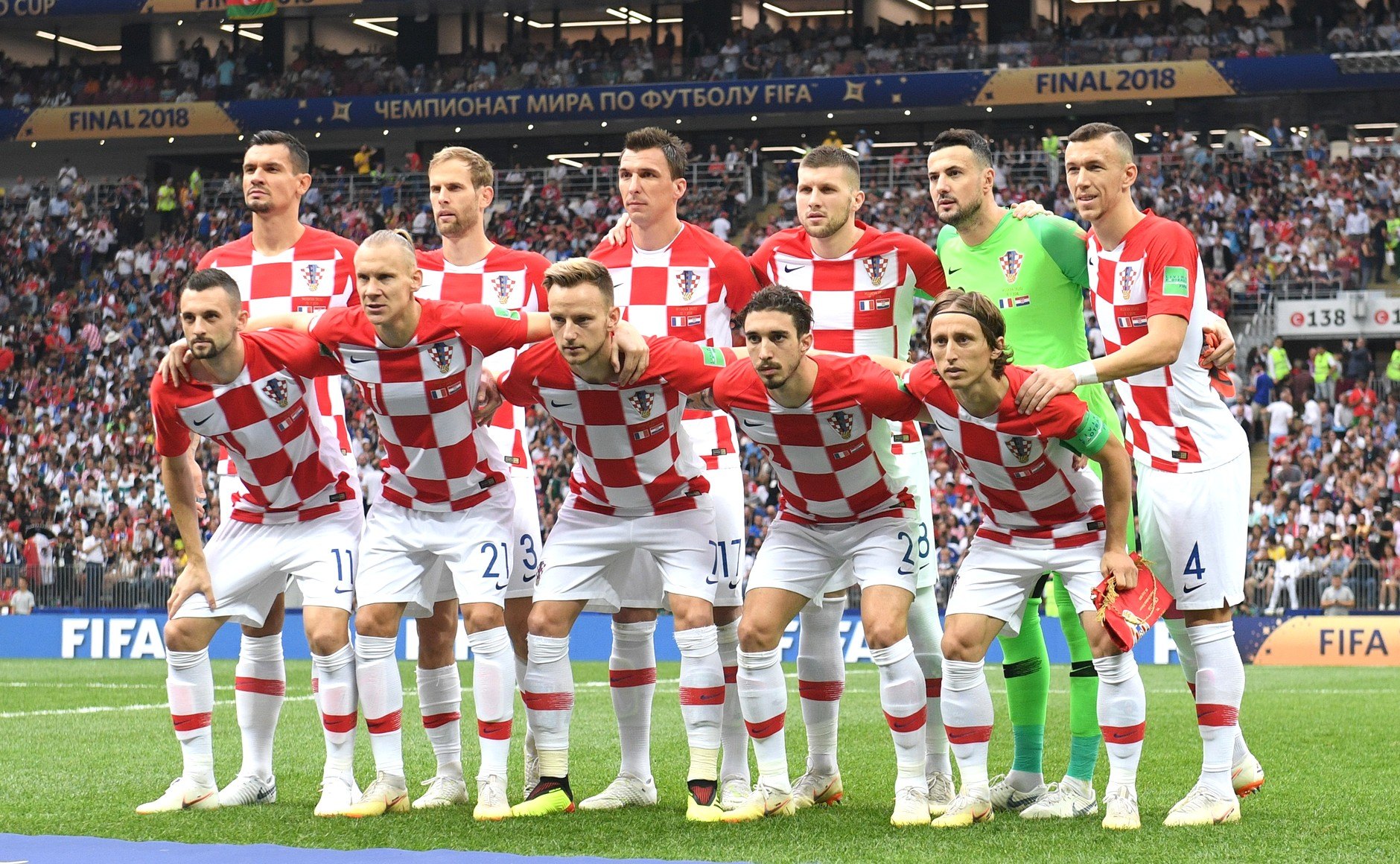
Croacia en la final de la Copa del Mundo contra.

| 15 de julio de 2018 | Francia                                                              | 4:2 (2:1) | Croacia                     | Estadio Olímpico Luzhnikí, Moscú                          |                                                           |
| 18:00 MSK (UTC+3) | Mandžukić 18' (a.g.) · Griezmann 38' (pen.) · Pogba 59' · Mbappé 65' | Reporte   | Perišić 28' · Mandžukić 69' | Asistencia: 78 011 espectadores Árbitro(s): Néstor Pitana | Asistencia: 78 011 espectadores Árbitro(s): Néstor Pitana |
| El autogol de Mario Mandžukić es el primero en una final de un Mundial. Primera final en la que se utiliza el VAR para conceder un penal Primera ceremonia de premiación en un Mundial que se realizó bajo lluvia. |                                                                      |           |                             |                                                           |                                                           |

#### Estadísticas

##### Posiciones
| Equipo | Equipo  | Pts | PJ | PG | PE | PP | GF | GC | Dif | Rend    |
| ------ | ------- | --- | -- | -- | -- | -- | -- | -- | --- | ------- |
| 1      | Francia | 19  | 7  | 6  | 1  | 0  | 14 | 6  | 8   | 90,48 % |
| 2      | Croacia | 14  | 7  | 4  | 2  | 1  | 14 | 9  | 5   | 66,66 % |
| 3      | Bélgica | 18  | 7  | 6  | 0  | 1  | 16 | 6  | 10  | 85,71 % |

##### Goleadores
| Jugador         | Goles |
| --------------- | ----- |
| Mario Mandžukić | 3     |
| Ivan Perišić    | 3     |
| Luka Modrić     | 2     |
| Ante Rebić      | 1     |
| Ivan Rakitić    | 1     |
| Milan Badelj    | 1     |
| Andrej Kramarić | 1     |
| Domagoj Vida    | 1     |

### Catar 2022

##### Primera fase / Grupo F
| Selección | Pts | PJ | PG | PE | PP | GF | GC | Dif |
| --------- | --- | -- | -- | -- | -- | -- | -- | --- |
| Marruecos | 7   | 3  | 2  | 1  | 0  | 4  | 1  | 3   |
| Croacia   | 5   | 3  | 1  | 2  | 0  | 4  | 1  | 3   |
| Bélgica   | 4   | 3  | 1  | 1  | 1  | 1  | 2  | -1  |
| Canadá    | 0   | 3  | 0  | 0  | 3  | 2  | 7  | -5  |

| 23 de noviembre de 2022 | Marruecos | 0:0     | Croacia | Estadio Al Bayt, Jor                                           |                                                                |
| 13:00                   |           | Reporte |         | Asistencia: 59 407 espectadores Árbitro(s): Fernando Rapallini | Asistencia: 59 407 espectadores Árbitro(s): Fernando Rapallini |

| 27 de noviembre de 2022                                         | Croacia                                      | 4:1 (2:1) | Canadá    | Estadio Internacional Khalifa, Doha                        |                                                            |
| 19:00                                                           | Kramarić 36', 70' · Livaja 44' · Majer 90+4' | Reporte   | Davies 2' | Asistencia: 44 374 espectadores Árbitro(s): Andrés Matonte | Asistencia: 44 374 espectadores Árbitro(s): Andrés Matonte |
| Alphonso Davies anotó el primer gol de Canadá en los mundiales. |                                              |           |           |                                                            |                                                            |

| 1 de diciembre de 2022 | Croacia | 0:0     | Bélgica | Estadio Áhmad bin Ali, Rayán                               |                                                            |
| 18:00                  |         | Reporte |         | Asistencia: 43 984 espectadores Árbitro(s): Anthony Taylor | Asistencia: 43 984 espectadores Árbitro(s): Anthony Taylor |

##### Octavos de final
| 5 de diciembre de 2022 | Japón                               | 1:1 (1:1, 1:0) (t. s.)(1:3 p.) | Croacia                              | Estadio Al Janoub, Al Wakrah                              |                                                           |
| 18:00                  | Maeda 43'                           | Reporte                        | Perišić 55'                          | Asistencia: 42 523 espectadores Árbitro(s): Ismail Elfath | Asistencia: 42 523 espectadores Árbitro(s): Ismail Elfath |
|                        |                                     | Tiros desde el punto penal     |                                      |                                                           |                                                           |
|                        | Minamino · Mitoma · Asano · Yoshida |                                | Vlašić · Brozović · Livaja · Pašalić |                                                           |                                                           |

##### Cuartos de final
| 9 de diciembre de 2022 | Croacia                         | 1:1 (0:0, 0:0) (t. s.)(4:2 p.) | Brasil                                  | Estadio Ciudad de la Educación, Rayán                      |                                                            |
| 18:00                  | Petković 117'                   | Reporte                        | Neymar 105+1'                           | Asistencia: 43 893 espectadores Árbitro(s): Michael Oliver | Asistencia: 43 893 espectadores Árbitro(s): Michael Oliver |
|                        |                                 | Tiros desde el punto penal     |                                         |                                                            |                                                            |
|                        | Vlašić · Majer · Modrić · Oršić |                                | Rodrygo · Casemiro · Pedro · Marquinhos |                                                            |                                                            |

##### Semifinal
| 13 de diciembre | Argentina                           | 3:0 (2:0) | Croacia | Estadio de Lusail, Lusail                                  |                                                            |
| 22:00           | Messi 34' (pen.) · Álvarez 39', 69' | Reporte   |         | Asistencia: 88 966 espectadores Árbitro(s): Daniele Orsato | Asistencia: 88 966 espectadores Árbitro(s): Daniele Orsato |

##### Tercer puesto
| 17 de diciembre de 2022 | Croacia                 | 2:1 (2:1) | Marruecos | Estadio Internacional Khalifa, Doha                               |                                                                   |
| 18:00                   | Gvardiol 7' · Oršić 42' | Reporte   | Dari 9'   | Asistencia: 44 137 espectadores Árbitro(s): Abdulrahman Al-Jassim | Asistencia: 44 137 espectadores Árbitro(s): Abdulrahman Al-Jassim |

#### Estadísticas

##### Posiciones
| Equipo | Equipo    | Pts | PJ | PG | PE | PP | GF | GC | Dif | Rend    |
| ------ | --------- | --- | -- | -- | -- | -- | -- | -- | --- | ------- |
| 2      | Francia   | 16  | 7  | 5  | 1  | 1  | 16 | 8  | 8   | 76.19 % |
| 3      | Croacia   | 10  | 7  | 2  | 4  | 1  | 8  | 7  | 1   | 47.61 % |
| 4      | Marruecos | 11  | 7  | 3  | 2  | 2  | 6  | 5  | 1   | 52.38 % |

##### Goleadores
| Jugador         | Goles |
| --------------- | ----- |
| Andrej Kramarić | 2     |
| Marko Livaja    | 1     |
| Lovro Majer     | 1     |
| Ivan Perišić    | 1     |
| Bruno Petković  | 1     |
| Joško Gvardiol  | 1     |
| Mislav Oršić    | 1     |

## Estadísticas finales

### Tabla estadística de fases finales
Croacia se encuentra en el puesto 19 de la tabla histórica.
|     | Equipo          | PM | Resultados | Resultados | Resultados | Resultados | Resultados | Resultados | Resultados | Resultados | Participación | Participación | Participación | Participación | Participación | Participación | Participación | Participación | Participación | Participación | Participación | Participación | Participación | Participación | Participación | Participación | Participación | Participación | Participación | Participación | Participación | Participación |
| Pts | Equipo          | PM | PJ         | PG         | PE         | PP         | Rnd        | GF         | GC         | 30         | 34            | 38            | 50            | 54            | 58            | 62            | 66            | 70            | 74            | 78            | 82            | 86            | 90            | 94            | 98            | 02            | 06            | 10            | 14            | 18            | 22            |               |
| --- | --------------- | -- | ---------- | ---------- | ---------- | ---------- | ---------- | ---------- | ---------- | ---------- | ------------- | ------------- | ------------- | ------------- | ------------- | ------------- | ------------- | ------------- | ------------- | ------------- | ------------- | ------------- | ------------- | ------------- | ------------- | ------------- | ------------- | ------------- | ------------- | ------------- | ------------- | ------------- |
| 18º | Hungría         | 9  | 48         | 32         | 15         | 3          | 14         | 50%        | 87         | 57         |               | 6.º           | 2.º           |               | 2.º           | 10.º          | 5.º           | 6.º           |               |               | 15.º          | 14.º          | 18.º          |               |               |               |               |               |               |               |               |               |
| 19º | Croacia         | 6  | 47         | 30         | 13         | 8          | 9          | 52,22%     | 43         | 33         |               |               |               |               |               |               |               |               |               |               |               |               |               |               |               | 3.º           | 23.º          | 22.º          |               | 19.º          | 2.º           | 3.º           |
| 20º | República Checa | 9  | 41         | 33         | 12         | 5          | 16         | 41,41%     | 47         | 49         |               | 2.º           | 5.º           |               | 14.º          | 9.º           | 2.º           |               | 15.º          |               |               | 19.º          |               | 6.º           |               |               |               | 19.º          |               |               |               |               |

### Goleadores
| Pos. | Jugador           | Goles | Mundiales                 |
| ---- | ----------------- | ----- | ------------------------- |
| 1    | Davor Šuker       | 6     | 1998                      |
| 1    | Ivan Perišić      | 6     | 2014 (2), 2018 (3) y 2022 |
| 3    | Mario Mandžukić   | 5     | 2014 (2) y 2018 (3)       |
| 4    | Andrej Kramarić   | 3     | 2018 (1) y 2022 (2)       |
| 5    | Robert Prosinečki | 2     | 1998                      |
| 5    | Ivica Olić        | 2     | 2002 y 2014               |
| 5    | Luka Modrić       | 2     | 2018                      |

### Partidos jugados

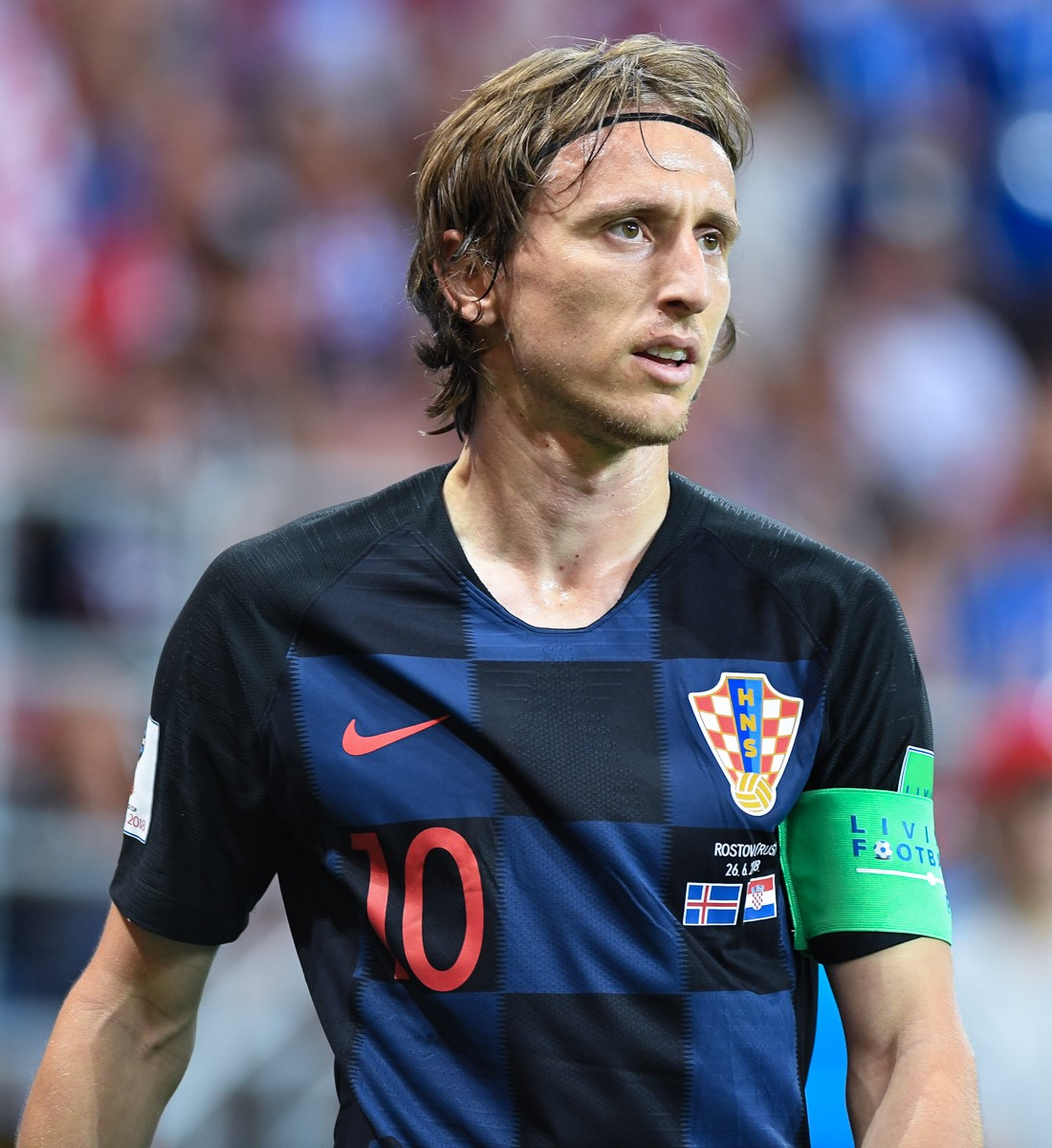
Luka Modrić ganó el premio al mejor jugador de la Copa Mundial de 2018 y fue el capitán en la final.

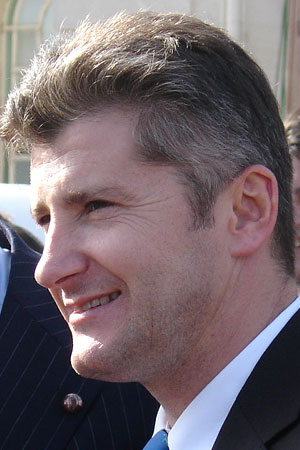
En 1998, Davor Šuker se convirtió en el ganador de la Bota de Oro más veterano de los mundiales con 30 años y se convirtió en presidente de la Federación Croata de Fútbol en 2012.

| Pos. | Jugador          | Partidos | Mundiales               |
| ---- | ---------------- | -------- | ----------------------- |
| 1    | Luka Modrić      | 19       | 2006, 2014, 2018 y 2022 |
| 2    | Ivan Perišić     | 17       | 2014, 2018 y 2022       |
| 3    | Dejan Lovren     | 15       | 2014, 2018 y 2022       |
| 3    | Mateo Kovačić    | 15       | 2014, 2018 y 2022       |
| 5    | Andrej Kramarić  | 14       | 2018 y 2022             |
| 6    | Marcelo Brozović | 13       | 2014, 2018 y 2022       |
| 7    | Dario Šimić      | 11       | 1998, 2002 y 2006       |
| 8    | Robert Jarni     | 10       | 1998 y 2002             |
| 8    | Ivan Rakitić     | 10       | 2014 y 2018             |
| 10   | Mario Stanić     | 9        | 1998 y 2002             |
| 10   | Stipe Pletikosa  | 9        | 2002, 2006 y 2014       |
| 10   | Ante Rebić       | 9        | 2014 y 2018             |
| 13   | Zvonimir Soldo   | 8        | 1998 y 2002             |
| 13   | Davor Šuker      | 8        | 1998 y 2002             |
| 13   | Ivica Olić       | 8        | 2002, 2006 y 2014       |
| 13   | Šime Vrsaljko    | 8        | 2014 y 2018             |
| 13   | Mario Mandžukić  | 8        | 2014 y 2018             |

### Historial contra rivales
Actualizado al último partido jugado el 17 de diciembre de 2022: Croacia 2-1 Marruecos.
| Selección    | Confederación | PJ | PG | PE | PP | GF | GC | Dif |
| ------------ | ------------- | -- | -- | -- | -- | -- | -- | --- |
| Alemania     | UEFA          | 1  | 1  | 0  | 0  | 3  | 0  | 3   |
| Argentina    | CONMEBOL      | 3  | 1  | 0  | 2  | 3  | 4  | -1  |
| Australia    | AFC           | 1  | 0  | 1  | 0  | 2  | 2  | 0   |
| Bélgica      | UEFA          | 1  | 0  | 1  | 0  | 0  | 0  | 0   |
| Brasil       | CONMEBOL      | 3  | 0  | 1  | 2  | 2  | 5  | -3  |
| Camerún      | CAF           | 1  | 1  | 0  | 0  | 4  | 0  | 4   |
| Canadá       | CONCACAF      | 1  | 1  | 0  | 0  | 4  | 1  | 3   |
| Dinamarca    | UEFA          | 1  | 0  | 1  | 0  | 1  | 1  | 0   |
| Ecuador      | CONMEBOL      | 1  | 0  | 0  | 1  | 0  | 1  | -1  |
| Francia      | UEFA          | 2  | 0  | 0  | 2  | 3  | 6  | -3  |
| Inglaterra   | UEFA          | 1  | 1  | 0  | 0  | 2  | 1  | 1   |
| Islandia     | UEFA          | 1  | 1  | 0  | 0  | 2  | 1  | 1   |
| Italia       | UEFA          | 1  | 1  | 0  | 0  | 2  | 1  | 1   |
| Jamaica      | CONCACAF      | 1  | 1  | 0  | 0  | 3  | 1  | 2   |
| Japón        | AFC           | 3  | 1  | 2  | 0  | 2  | 1  | 1   |
| Marruecos    | CAF           | 2  | 1  | 1  | 0  | 2  | 1  | 1   |
| México       | CONCACAF      | 2  | 0  | 0  | 2  | 1  | 4  | -3  |
| Nigeria      | CAF           | 1  | 1  | 0  | 0  | 2  | 0  | 2   |
| Países Bajos | UEFA          | 1  | 1  | 0  | 0  | 2  | 1  | 1   |
| Rumania      | UEFA          | 1  | 1  | 0  | 0  | 1  | 0  | 1   |
| Rusia        | UEFA          | 1  | 0  | 1  | 0  | 2  | 2  | 0   |
| Total        | Total         | 30 | 13 | 8  | 9  | 43 | 33 | 10  |

#### Por confederación
| Confederación | PJ | PG | PE | PP | GF | GC | Dif |
| ------------- | -- | -- | -- | -- | -- | -- | --- |
| AFC           | 4  | 1  | 3  | 0  | 4  | 3  | 1   |
| CAF           | 4  | 3  | 1  | 0  | 8  | 1  | 7   |
| CONCACAF      | 4  | 2  | 0  | 2  | 8  | 6  | 2   |
| CONMEBOL      | 7  | 1  | 1  | 5  | 5  | 10 | -5  |
| UEFA          | 11 | 6  | 3  | 2  | 18 | 13 | 5   |